# Alter Markt 11 (Stralsund)
Das Haus mit der postalischen Adresse Alter Markt 11 ist ein denkmalgeschütztes Gebäude im Stadtgebiet Altstadt der Stadt Stralsund am Alten Markt.

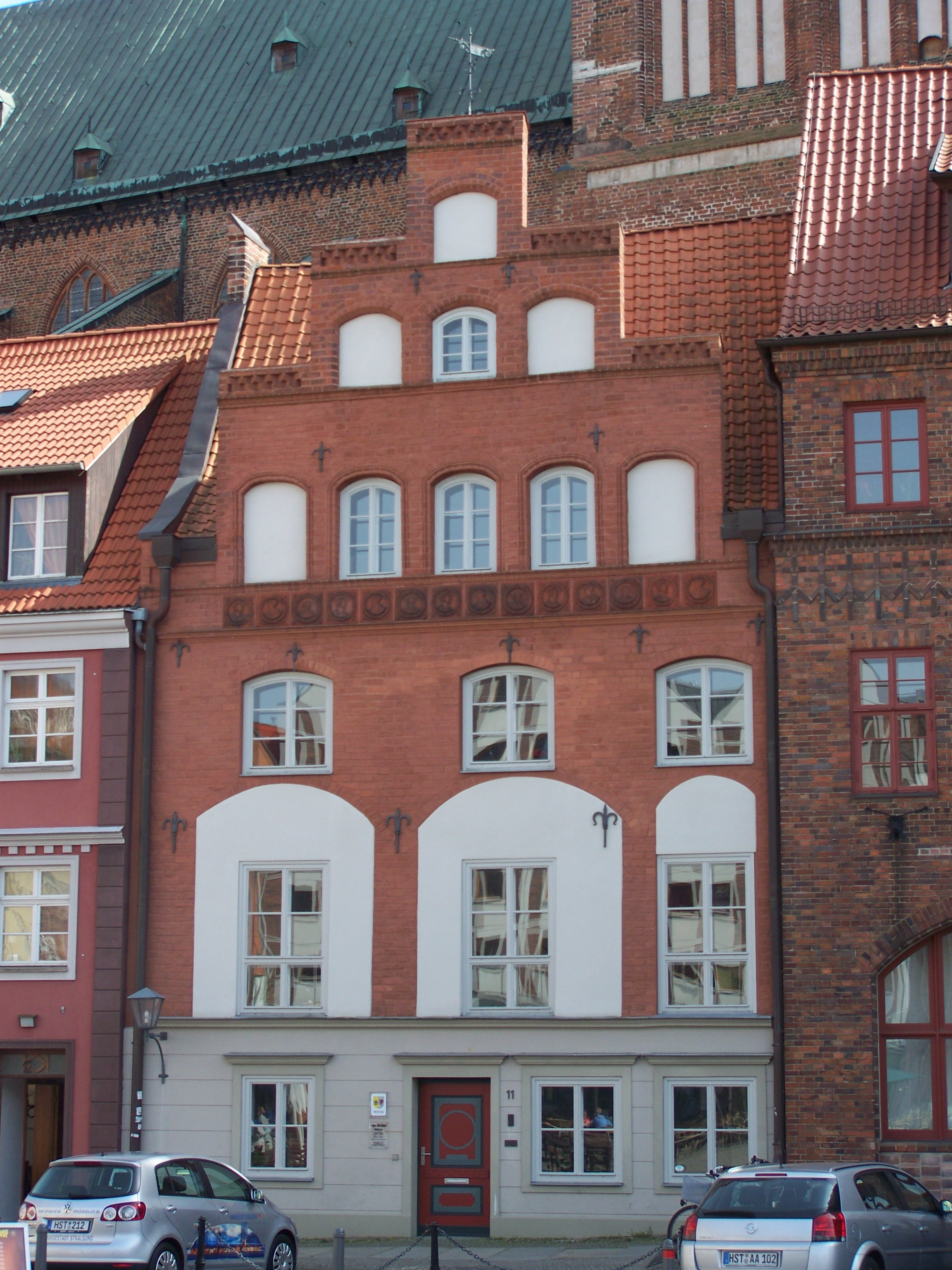
Das Haus Alter Markt 11 in Stralsund (2008)

Das im 15. Jahrhundert aus Backstein errichtete Gebäude wurde im 16. Jahrhundert sowie nochmals zum Ende des 19. Jahrhunderts stark umgebaut und verändert.
Die Fassade des dreigeschossigen und dreiachsigen Hauses weist über dem zweiten Obergeschoss ein Fries aus Terracotta auf, dessen 14 Fliesen Porträts zeigen. Sie stammen ursprünglich aus der Werkstatt des Statius von Düren; beim Umbau Ende des 19. Jahrhunderts wurden sie durch Nachbildungen ersetzt.
Der Staffelgiebel zeigt segmentbogige Fenster und Blenden.
Das Haus liegt im Kerngebiet des von der UNESCO als Weltkulturerbe anerkannten Stadtgebietes des Kulturgutes „Historische Altstädte Stralsund und Wismar“. In die Liste der Baudenkmale in Stralsund ist es mit der Nummer 12 eingetragen.